# Marnes
Marnes é uma comuna francesa na região administrativa da Nova Aquitânia, no departamento de Deux-Sèvres. Estende-se por uma área de 17,19 km². Em 2010 a comuna tinha 258 habitantes (densidade: 15 hab./km²).